# Michael Heckert
Michael Heckert (* 29. Oktober 1950 in Halle an der Saale) ist ein zeitgenössischer Maler, der sich dem abstrakten Expressionismus widmet. Inhaltlich beschäftigt sich der überaus einfühlsame Künstler mit dem Phänomen des Weiblichen. Hier wurde er zu Beginn von dem US-amerikanischen Maler Willem de Kooning beeinflusst.

## Leben
Aufgewachsen ist Michael Heckert in Ostwestfalen, wo er eine Kaufmannslehre absolvierte. Anschließend studierte er von 1976 bis 1982 an der HBK Braunschweig bei den Professoren Alfred Winter-Rust, Lienhard von Monkiewitsch und Peter Voigt Malerei. Danach arbeitete er als freier Künstler in Köln, Bonn und Port-au-Prince, Haiti. Aktueller Atelierstandort ist Brieselang im Landkreis Havelland.
Schon im Kindesalter entdeckte er sein außergewöhnliches künstlerisches Talent für die Malerei und beeindruckte damit Familie, Freunde, Lehrer und Mitschüler. Für ihn war klar, Maler zu werden. Seine Eltern betrachteten seine Leidenschaft als „brotlose Kunst“ und zwangen ihn zu einer Lehre als Groß- und Außenhandelskaufmann, um den elterlichen Haushalt finanziell zu unterstützen. Nach elf wenig erfolgreichen Jahren in diesem Beruf, schaffte er es trotz eines Hauptschulabschlusses, ein Studium der Freien Kunst in der HBK Braunschweig mit herausragenden Leistungen abzuschließen.
Seine erste Ausstellung in Köln 1982 in der Galerie Heinz Holtmann, der auch sein erster Galerist war, wurde ein großer Erfolg, dem sich viele weitere anschlossen. Seine Sehnsucht nach Grenzenlosigkeit im Ausdruck führte 1984 zu einer Veränderung in seinem Malstil: er wendete sich von der halbfigürlichen Malerei ab und suchte seine Ausdrucksweise in der völlig abstrakten Malerei zu verwirklichen. Trotz der starken Beeinflussung de Koonings entwickelte er eine eigene Form für seinen künstlerischen Inhalt.
Ausstellungen im In- und Ausland folgten, ebenso Reisen durch die USA, Karibik, Südamerika.
Private Gründe führten den Künstler von 2007 bis 2012 nach Haiti, mit Wohnsitz in der Hauptstadt Port-au-Prince, wo er auf neue Eindrücke und Herausforderungen stieß. Die lokale Kunst, die sich überwiegend mit Voodoo und dem Lebensalltag der haitianischen Bevölkerung auseinandersetzt, inspirierten ihn weniger. Beeindruckender war für ihn das karibische Lebensgefühl, beeinflussend für seine Kunst eher die lokalen Farben: das tägliche Blau des Himmels, das immerwährende Grün der Vegetation, das glänzende Schwarz verschwitzter Haut der Haitianer, das Blutrot des heimischen Verandafußbodens.
Eine entscheidende Zäsur erfuhr der Künstler aber durch das Erdbeben von 2010. Die Erfahrung der eigenen Sterblichkeit angesichts dieses Desasters von politischen Unruhen, Hurricanes, Choleraepidemien und die fortgesetzte Traumatisierung durch das Beben veränderten seine
Haltung zum eigenen Leben und erzwangen eine neue Sichtweise auf sein künstlerisches Schaffen. Das Ergebnis war eine Rückbesinnung auf seine bereits in den 90er Jahren begonnenen Fotoübermalungen, die er nun ausbaute und konsequent weiterführte. Er entwickelte eine neue Form der Verbindung zwischen Fotografie und Malerei.
In den letzten Jahren entdeckte Heckert seine väterlichen Wurzeln, die einige Jahrhunderte zurück reichten bis in die Glashüttenindustrie im Riesengebirge, Berlin und Osteuropa. Heckerts Vorfahren waren vorwiegend in der Glasproduktion tätig, vom Fenster bis zu preisgekrönten kunsthandwerklichen Erzeugnissen. Der Zweite Weltkrieg und die Gründung der DDR zerstörten die Dynastie.

## Werke (Auswahl)

### Einzelausstellungen
- 1981 Galerie Gruppe weißes Pferd
- 1983 Galerie Heinz Holtmann Köln
- 1984 Galerie Heinz Holtmann Köln
- 1985 Galerie Kunsträume Köln
- 1986 Kunstverein Wolfenbüttel
- 1987 Galerie Sassi Stockholm Schweden
- 1987 Galerie Bistborno Malmö Schweden
- 1988 Galerie Engelbrekt Örebro Schweden
- 1988 Galerie Hermann Walther Düsseldorf
- 1988 Universitätsmuseum Marburg
- 1989 Wilhelmshöhe Karlsruhe-Ettlingen
- 1991 Galerie Hermann Walther Düsseldorf
- 1993 Galerie Hermann Walther Düsseldorf
- 1994 Kunstverein Oldenburg
- 1994 Galerie Höhne Cuxhaven
- 1997 Bischöfliche Akademie Aachen
- 1998 Villa Jule Thyssen Mülheim-Ruhr
- 1998 Schloss Arenfels Bad Hönningen
- 2000 Galerie Lichthof VHS Köln
- 2001 Schloss Arenfels Bad Hönningen
- 2002 Behringwerke Marburg
- 2003 LOG-Galerie Marburg
- 2008 Galerie Jardin de Gérard, Pétion-Ville, Haiti
- 2009 Kunstverein Adenau
- 2010 Expressions Galerie d'Art, Petion-Ville, Haiti
- 2013 LOG Gallery Marburg
- 2016 Art Factory Brieselang
- 2015 Werkgalerie Dallgow-Döberitz
- 2017 Forum Factory Berlin

### Gruppenausstellungen
- 1980 Braunschweiger Künstlerpreis Schloss Wolfsburg
- 1981 Galerie weißes Pferd Hannover
- 1982 Vier junge Deutsche Maler Galerie Holtmann Köln
- 1983 Künstler in Niedersachsen Kunstverein Hannover
- 1984 Profile-Impulse Herzog-Anton-Ulrich Museum Braunschweig
- 1987 Helms-Museum Hamburg (M. René Havekost u. Th. Zielinski)
- 1988 Kunsthaus Hamburg
- 1988 Köln-Kunst 2 Josef-Haubrich-Kunsthalle Köln
- 1982–1991 Große Düsseldorfer Kunstausstellung Ehrenhof Düsseldorf
- 1991 Köln-Kunst 3 Josef-Haubrich Kunsthalle Köln
- 1999 Deutsche Post AG Hauptverwaltung Bonn
- 2016 Aufbruch 86, Helms Museum Hamburg Harburg

### Preise und Stipendien
- 1980 Braunschweiger Künstlerpreis HBK Braunschweig
- 1982 Niedersächsisches Nachwuchsstipendium Hannover
- 1986 Förderpreis der großen Kunstausstellung NRW Düsseldorf
- 1987 Künstler zu Gast in Hamburg-Harburg
- 1997 'Augenblicke' OPTICA 97, 3. Preis

### Werke in Sammlungen (Auswahl)
- Museum Ludwig Köln
- Deutsche Bank, Frankfurt/Main
- Landesregierung Hannover
- Universitätsmuseum, Marburg
- Sparkasse Cuxhaven
- IKB-Bank, Düsseldorf
- Lingenbrink, Hamburg
- Auswärtiges Amt, Berlin
- Zahlreiche Privatsammlungen